# 立野正一

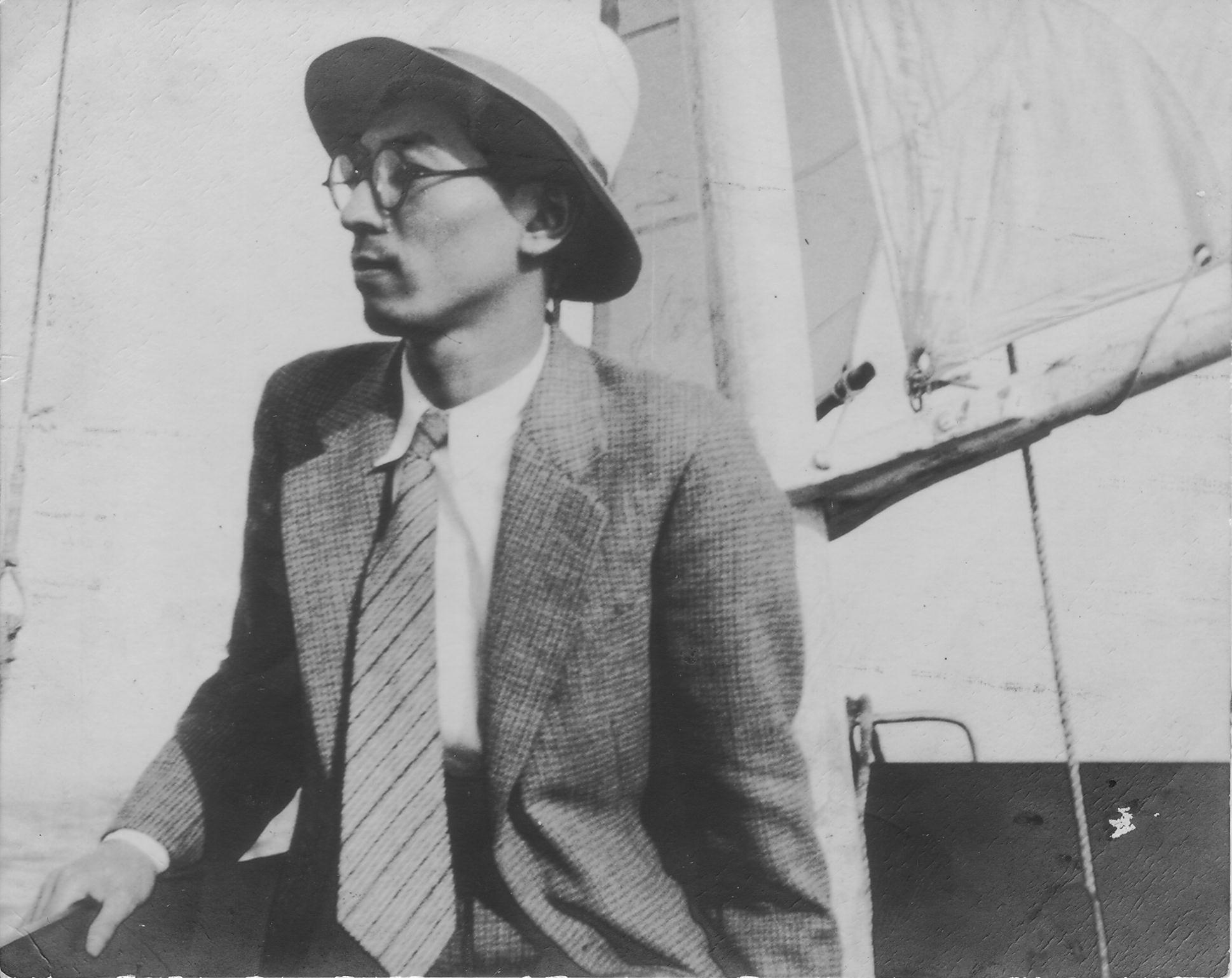
立野正一：1937年、「土曜日」メンバーと共に琵琶湖を周遊した時。

立野 正一（たての しょういち、1907年（明治40年）9月7日 - 1995年（平成7年）6月6日）は、日本の社会主義者。京都市下京区の喫茶店「フランソア喫茶室」の創業者として知られる。

## 経歴
山口県伊佐村（現在の美祢市伊佐町）の楮（こうぞ）卸の商家に生まれる。1915年（大正4年）京都に移住。京都市立美術工芸学校（現在の京都市立銅駝美術工芸高等学校）に入学し、フランソワ・ミレー、フィンセント・ファン・ゴッホの絵画や、志賀直哉、武者小路実篤などの自然主義文学の影響を受ける。また同校在学中の1924年（大正13年）、同じ敷地内にある市立絵画専門学校で教育管理強化に反発する争議（絵専騒動）に出遭う。これが後に立野が社会主義活動に向かう伏線となった。
美術工芸学校卒業後、陶磁器の絵付けに携わる。1929年（昭和4年）3月美術館見学で東京に滞在中、山本宣治の暗殺事件に遭遇し、これをきっかけに労働運動に身を投じる。当初、河上肇の身辺警護を務めるが、1930年（昭和5年）から京都市北部で洛北友仙工争議が活発化すると、朝鮮人・中国人労働者、被差別部落住民とともに争議現場を指揮した。
洛北友仙工争議は戦前京都地方労働運動の絶頂であり、これをきっかけに新労農党系の京都労働組合総評議会が結成される。しかし間もなく労働組織の分裂、警察による弾圧、河上肇の逮捕などにより運動は衰退した。1934年（昭和9年）9月、立野を含む労働運動家の自活と、社会主義啓発を目的として「フランソア喫茶室」を創業する。1936年（昭和11年）から1937年（昭和12年）まで、中井正一や能勢克男、斉藤雷太郎らが編集・発行した反ファシズム新聞「土曜日」の頒布を支援した。並行して当時壊滅状態にあった日本共産党の再建をはかるが、不調に終る。
1937年7月14日、日中戦争にともなう言論弾圧強化を背景に、治安維持法により逮捕、山科刑務所に投獄される。1939年1月出所。
1941年（昭和16年）、京大留学生アレッサンドロ・ベンチヴェンニや画家・高木四郎の協力を得て、フランソア喫茶室をイタリアン・バロック風に改装する。この喫茶室は、61年後の2002年（平成14年）に、国の登録有形文化財に登録された。
戦後、日本共産党の再建、日本中国文化交流協会、日ソ協会（現在の日本ユーラシア協会）の設立・運営に尽力した。1966年（昭和41年）、党内路線対立により、日本共産党を離党。
1995年（平成7年）死去。